# Première présidence de Barack Obama
Pour un article plus général, voir Présidence de Barack Obama.
44e président des États-Unis
Présidence de George W. Bush Seconde présidence de Barack Obama
La première présidence de Barack Obama est une période de l'histoire des États-Unis qui s'étend du 20 janvier 2009 au 20 janvier 2013.

## Composition initiale du cabinet présidentiel
| Nominations                                    | Nominations                              |
| Position                                       | Nom(s)                                   |
| ---------------------------------------------- | ---------------------------------------- |
| Chef de cabinet de la Maison-Blanche           | Rahm Emanuel                             |
| Chefs de cabinet adjoints de la Maison-Blanche | Nancy-Ann DeParle Alyssa Mastromonaco    |
| Chef de cabinet du vice-président              | Bruce Reed                               |
| Conseillers                                    | David Axelrod Pete Rouse Valerie Jarrett |
| Assistant législatif                           | Rob Nabors                               |
| Conseiller juridique de la Maison-Blanche      | Robert Bauer                             |

Lors de ses premières nominations, les observateurs ne manquent pas de signaler que le nouvel élu a choisi de nombreuses personnalités de l'ancien gouvernement Clinton à commencer par Rahm Emanuel. Ainsi Greg Craig, choisi pour diriger le bureau juridique de la Maison Blanche, a été l'un des avocats de Bill Clinton durant la procédure de destitution qui n'avait pas abouti en 1998 tandis que Mona Sutphen avait recruté Monica Lewinsky à la mission américaine à New York.

### Chronologie de la transition

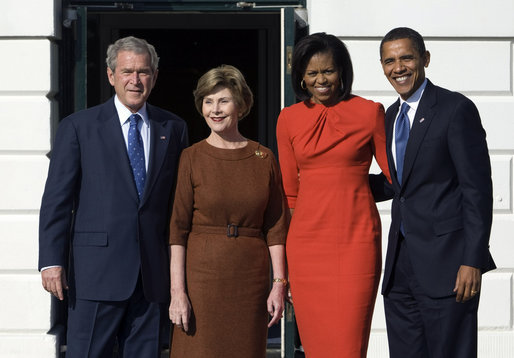
George W. Bush, Laura Bush, Michelle Obama et Barack Obama à la Maison-Blanche le 10 novembre 2008

Barack Obama est élu président des États-Unis lors du scrutin du jeudi 4 novembre 2008. Dès le 5 novembre, le président George W. Bush promet une transition sans heurts avec son successeur et appelle les responsables de son cabinet à coopérer loyalement avec l'équipe présidentielle de Barack Obama. Le 6 novembre, Barack Obama reçoit ses premiers rapports classifiés des services secrets du directeur du renseignement national John Michael McConnell et de Michael Hayden, le chef de la Central Intelligence Agency. Il est cependant absent du sommet des pays industrialisés et émergents (G20), réunis le 15 novembre 2008 à Washington, D.C. et présidé par le président alors en fonction George W. Bush. Il y envoie néanmoins 2 représentants, l'ancienne secrétaire d'État Madeleine Albright et l'ancien représentant républicain Jim Leach.
Le 16 novembre 2008, Barack Obama annonce sa démission du Sénat. Son poste doit alors être pourvu par un remplaçant désigné par Rod Blagojevich, le gouverneur de l'Illinois, en attendant une élection partielle l'année suivante. Le vice-président élu Joe Biden doit lui aussi démissionner de son mandat de sénateur du Delaware. Dans sa première interview sur une chaîne télévisée depuis son élection, Barack Obama annonce que la lutte contre la récession nécessite de laisser s'aggraver le déficit budgétaire et qu'il lui faudra procéder à un renforcement de la régulation du secteur financier. Il se prononce également pour un plan de sauvetage de l'industrie automobile américaine, affirme sa volonté de fermer le camp de Guantanamo et de donner un coup d'arrêt à la torture comme méthode d'interrogatoire par l'armée américaine tout en confirmant vouloir retirer l'essentiel des troupes américaines d'Irak en seize mois, d'ici à l'été 2010.

## Politique économique

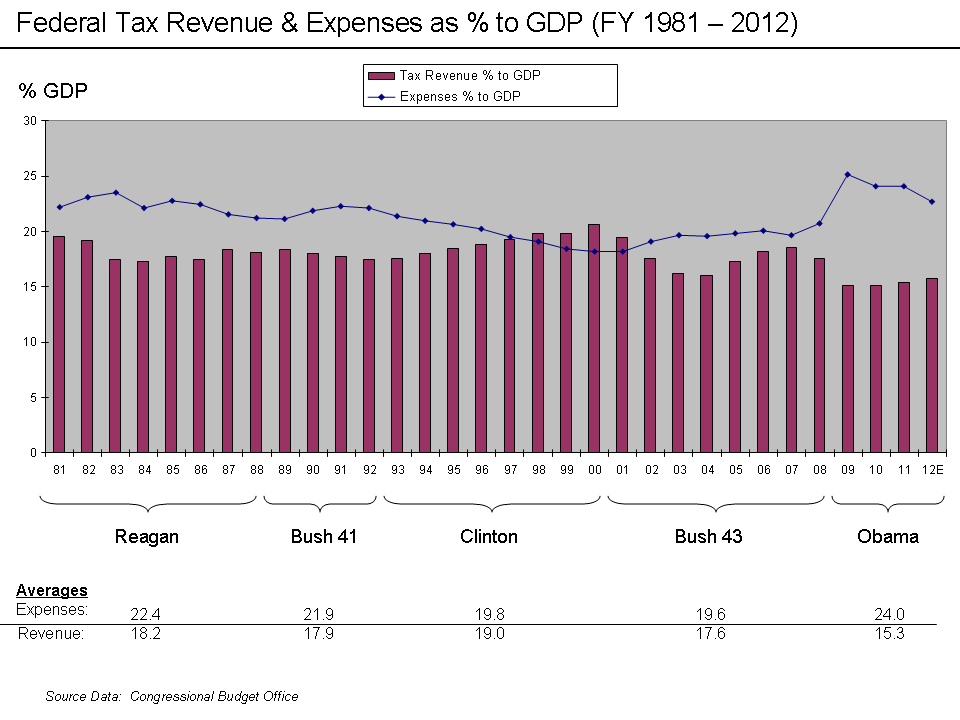
Dépenses et recettes du budget fédéral des États-Unis en % du PNB entre 1981 et 2012.

### Budgets 2009 et 2010
De 2008 à 2009, sous la présidence d'Obama, les dépenses du budget fédéral des États-Unis ont augmenté de plus de 40 %, au point de connaître le plus fort accroissement en rythme annuel de l'histoire du pays. Le déficit budgétaire moyen sous George W. Bush s'élevait à 300 milliards de dollars. Il est passé à 1 400 milliards de dollars. Le 23 février 2009, Barack Obama exposait son intention de réduire ce déficit de moitié d'ici la fin de son mandat. Le budget 2009 prévoyait à l'origine un déficit de 1 750 milliards de dollars en 2009 (soit 12,3 % du PIB) et de 1 171 milliards en 2010. Ce déficit, rapporté au produit intérieur brut des États-Unis, aurait été le plus important depuis la Seconde Guerre mondiale, mais a été réduit par le Congrès. En effet, la proposition de budget 2010 établissait un déficit record de 1 560 milliards de dollars pour 2010 et 1 300 milliards pour 2011 (forçant l'État à emprunter 33 cents pour chaque dollar dépensé), afin de lutter contre le chômage (à 10 % début 2010) et soutenir les classes moyennes en baissant les impôts, mesure compensée par la hausse des prélèvements pour les multinationales et la suppression des niches fiscales pour les hauts revenus.
Un accord sur la dette publique entre la présidence et John Boehner, speaker de la Chambre, n'a pas pu avoir lieu à la suite de l'obstruction du républicain Eric Cantor qui, selon certains commentateurs de gauche en France, se serait assuré que le plan de relance de 2009 n'obtiendrait pas la moindre voix de son camp.
L'exercice 2009 du budget fédéral des États-Unis sera de 3 606 milliards de dollars pour 2010, contre 3 724 milliards pour 2009.
Son gouvernement a identifié 2 000 milliards d'économies sur dix ans et souhaite cesser de financer des programmes d'armement considérés comme inutiles. Le rebond de croissance anticipé par le gouvernement Obama devrait se traduire par des hausses de recettes fiscales qui, associées à la fin des dépenses militaires en Irak, permettraient de ramener le déficit à 533 milliards de dollars en 2013 (soit 3 % du PIB américain de 14 545 milliards de dollars).

#### Postes de dépense
- 250 milliards de dollars seront alloués au sauvetage des banques américaines. Cette somme s'ajoutera aux 700 milliards déjà alloués par le Trésor à cette fin en octobre 2008 dans le cadre du plan Paulson, dont la moitié a été engagée au mois de février 2009.
- Un fonds de 634 milliards de dollars sur dix ans sera créé pour financer la généralisation de la couverture santé promise durant la campagne.
- 200 milliards de dollars sur les dix-huit mois à venir financeront l'effort de guerre américain, dont 75,5 milliards de dollars (environ 59 milliards d'euros) pour 2009 afin d'envoyer quelque 17 000 soldats supplémentaires en Afghanistan.

### Budgets 2011 et 2012

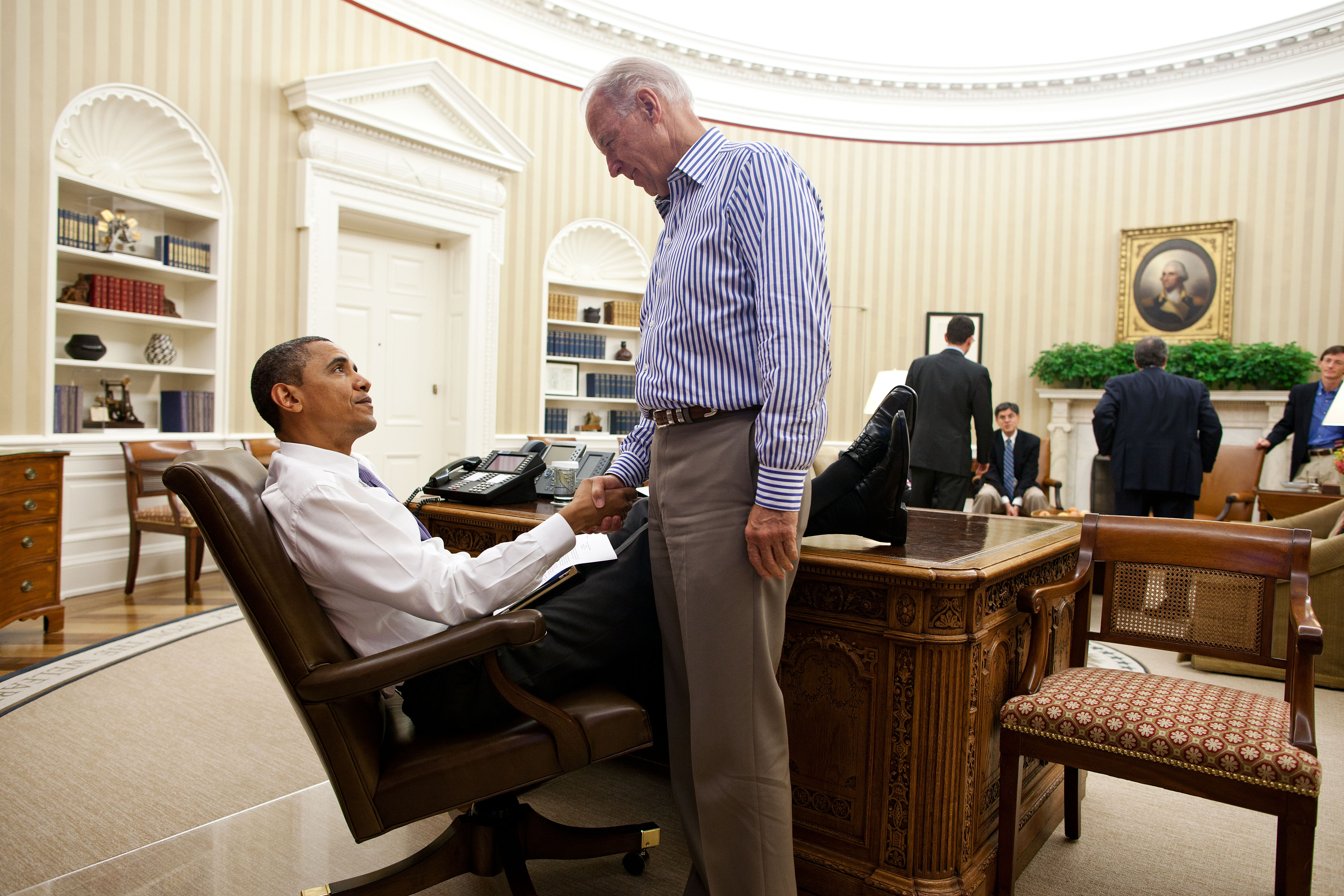
Obama avec son vice-président Joe Biden après le bouclage validé par le Congrès du budget pour l'année 2011.

À l'automne 2010, Barack Obama a renoncé à faire adopter le budget de l'année 2011, bien que le Congrès fût encore à cette époque à majorité démocrate. Selon ses détracteurs, il a délibérément attendu le 14 février 2011 pour soumettre ce budget à un Congrès où il savait que la majorité républicaine à la Chambre des représentants des États-Unis avec la venue de membres du Tea Party refuserait de le voter tant il contenait des dépenses inutiles selon eux,,. Ainsi, le budget de l'année 2011 n'a pas été adopté en première instance, et celui de 2012, présenté seulement au mois de mai, n'a pas été adopté non plus : ce dernier budget étant tellement inacceptable que le Sénat, pourtant à majorité démocrate, l'a lui-même rejeté à la quasi-unanimité, par 99 voix contre, et 0 pour,. Le projet de budget présenté par les républicains de la Chambre des représentants n'a été examiné ni par la Maison-Blanche ni par le Sénat car jugé totalement incompatible. Dès lors, le Congrès doit voter les dépenses courantes, au jour le jour, hors de tout cadre budgétaire[réf. nécessaire].
Le taux moyen de prélèvement sous son mandat est tombé à un plus bas historique avec 15,3 % du PNB pour des dépenses atteignant 24 % du PNB.

### Plan de relance de l'économie américaine
La loi sur le plan de relance de l'économie américaine fut promulguée le 17 février 2009, suivie d'autres réformes législatives, en particulier le Dodd–Frank Wall Street Reform and Consumer Protection Act de 2010 qui modifie en profondeur la réglementation des marchés financiers et les attributions de la Securities and Exchange Commission (SEC). Mais cette loi de Réforme de Wall street et de protection du consommateur ouvre aussi la voie à d’éventuelles nationalisations de banques et d'organismes financiers apparaissant en péril, ou à l'obligation de vendre une branche ou un secteur entier de leur activité, ce qui a suscité bien des craintes et maintes critiques. Tout le secteur financier est ainsi mis sous tutelle. Après de longues batailles parlementaires, l'enveloppe du plan de relance, à la suite du plan Paulson, se monte à 787 milliards de dollars. À l'issue de cette promulgation, Barack Obama promit « le début de la fin de la crise ». Le plan fut favorablement accueilli dans l'opinion, dont le taux de satisfaction envers le président restait important un mois après sa prise de fonctions.
La construction automobile étant en crise importante, il obtint fin mars 2009 la démission de Rick Wagoner, PDG de General Motors, dans le cadre des négociations avec le groupe concernant les modalités de sa sortie de crise,. Les droits de propriété des anciens actionnaires de Chrysler et de General Motors ont été annulés et leurs actions, confisquées et distribuées pour partie au syndicat UAW et pour une autre partie importante au gouvernement, ce qui donne à ces deux actionnaires une minorité de blocage leur permettant de dicter les grandes orientations de ces deux firmes.
Par ailleurs, Obama signe le 20 mai 2009 le Helping Families Save Their Homes Act of 2009 (en) et le Fraud Enforcement and Recovery Act of 2009 (en), qui établit notamment une commission d'enquête, la Financial Crisis Inquiry Commission (en) dirigée par Phil Angelides (en) et chargée d'enquêter, avec un budget de 8 millions de dollars, sur les causes et responsabilités de la crise. En juin 2009, le gouvernement Obama nomma un superviseur chargé de contrôler les rémunérations des dirigeants de banques ayant reçu deux fois des fonds publics. Par ailleurs on envisagea que les régulateurs puissent faire changer les systèmes de rémunération si ceux-ci sont susceptibles d'engendrer des incitations dangereuses pour la stabilité des établissements financiers. Une redevance pour la responsabilité dans la crise financière, visant à augmenter l'imposition sur les banques et institutions financières bénéficiant d'aides publiques, est proposé par la Maison-Blanche mais se heurte au refus des Républicains de la Chambre.

### Le scandale de l'American International Group
En mars 2009 éclate le scandale des primes versées aux cadres d'American International Group (AIG). Cette société d'assurance, sauvée de la faillite par l'État fédéral à la fin 2008, avait reçu 180 milliards de dollars d'aides publiques, dont 30 milliards supplémentaires en février 2009 sous le gouvernement Obama.
Le scandale débute quand la presse divulgue que l'argent public avait essentiellement servi à dédommager des banques étrangères comme la Société générale, la Deutsche Bank et la Barclays et prend de l'ampleur quand le Wall Street Journal révéla qu'AIG avait prévu de verser 450 millions de dollars de bonus aux cadres ayant pourtant amené la compagnie au bord de la banqueroute, et que 165 millions de dollars avaient déjà été distribués le 15 mars 2009 sous forme de primes.
Le secrétaire au Trésor, Timothy Geithner, déjà contesté pour sa gestion du dossier, qu'il avait entamée lorsqu'il était président de la Fed de New York, fut de nouveau mis en cause par la presse et par une partie de la classe politique pour n'avoir pas essayé d'empêcher le virement de ces chèques, d'autant plus que le président de la société, Edward Liddy (en), affirmait que « toutes les décisions prises l'avaient été en concertation avec la Réserve fédérale », avec son président Ben Bernanke et que Timothy Geithner était au courant du versement des primes. L'affaire prend d'autant plus d'ampleur qu'une clause avait été ajoutée au plan de relance de février 2009 pour exempter de limites les primes décidées avant son entrée en application, avec l'aval du sénateur démocrate Chris Dodd, lequel était, avec Barack Obama, le sénateur ayant reçu le plus de contributions de campagne électorale de la part d'AIG.
Obama qualifia d'inappropriées les primes accordées par l'assureur avec « l'argent du contribuable » et promis  d'explorer « tous les moyens possibles » pour récupérer cet argent.

### Fonction publique
Par ailleurs, en raison de la crise économique, il annonce le gel symbolique des salaires de son équipe et des plus hauts fonctionnaires ayant un salaire de plus de 100 000 dollars. Début février, il exige également que les patrons des banques aidées par l'État plafonnent leur salaire mensuel à 500 000 dollars.
En outre, il signe le 24 octobre 2009 une loi abrogeant le National Security Personnel System (en) institué par le gouvernement Bush, qui avait mis en place un système de primes en fonction de la « performance », dans une optique managériale, dans la fonction publique fédérale ; ce système concernait un tiers des civils du département de la Défense des États-Unis, et était fortement controversé,.

### Impôts
Dès le premier mois de son arrivée au pouvoir, le gouvernement Obama décida de prolonger, jusqu'à la fin 2010, les exemptions fiscales accordées par George W. Bush aux ménages les plus aisés. En 2011, le taux d'imposition de ceux dont le revenu annuel dépasse 250 000 dollars aurait dû passer de 35 % à 39,6 %. Ces augmentations devraient servir à financer la réforme du système de santé. Parallèlement est mis à l'étude une taxation spécifique des revenus des patrons de fonds spéculatifs ou de fonds d'investissement ainsi que l'aménagement d'une forme de TVA.
Enfin, le gouvernement tente de récupérer l'identité de titulaires de comptes anonymes en Suisse, après la condamnation par un tribunal américain de la banque UBS à verser une amende de 780 millions de dollars à l'Internal Revenue Service pour avoir permis à des citoyens des États-Unis de frauder le fisc. En août 2009, les États-Unis font signer à la Suisse, sous la menace d'une procédure pénale, un accord de coopération visant à connaître l'identité de 4 500 clients américains des banques suisses, mais la Suisse décide en janvier 2010 de suspendre cet accord.
Le Foreign Account Tax Compliance Act oblige les banques des pays ayant accepté un accord avec le gouvernement des États-Unis à signer avec le Département du Trésor des États-Unis un accord dans lequel elles s'engagent à lui communiquer tous les comptes détenus par des citoyens américains, sa mise à application doit avoir lieu le 1er juillet 2014 est négocié avec plusieurs nations occidentales.

### Emplois

Taux de chômage sous la présidence Obama.

Conséquence de la crise, à la fin de la première année du mandat de Barack Obama, 4 200 000 d'emplois auront été supprimés en un an, un chiffre jamais atteint depuis 1949. En valeur absolue, le nombre des emplois détruits durant l'année 2009 (4,6 millions) est le plus élevé depuis 1939.
En octobre 2009, le taux de chômage atteint un pic à 10 % de la population active. En août 2013, il est de 7,3 % soit 11,3 millions de personnes à la recherche d'un emploi, atteignant son plus bas niveau depuis décembre 2008. En septembre 2014, le taux est de 5,9 % soit 9,3 millions de personnes, le plus bas alors de sa présidence. La participation au marché du travail, qui compte les personnes ayant un emploi et celles qui en recherchent un activement, est à cette date de 62,7 %.

### Traités économiques internationaux
Le 8 avril 2010, Barack Obama signait un nouveau traité de réduction des armes stratégiques (New START) prévoyant une réduction de 30 % des arsenaux stratégiques américains et russes. Ce traité laisse de côté les armes nucléaires tactiques : la Russie qui en possède dix fois plus que les États-Unis ne voulait pas qu'elles fussent mentionnées,,. En décembre 2010, le Congrès ratifie le nouveau Traité de réduction des armes stratégiques négocié par Obama avec le président russe Medvedev.
Concernant les négociations sur l'Accord commercial anti-contrefaçon (ACTA), ayant lieu avec l'Union européenne, le Japon et d'autres États importants, le gouvernement Obama a adopté une ligne similaire à celle des partenaires et du gouvernement précédent, concernant la non-communication des tractations jusqu'à ce que les parties en présences publièrent une version officielle de l'ébauche, le 20 avril 2010. Une version retravaillée du texte, résultat de la dernière série de négociations à Tokyo, fut rendue publique le 6 octobre 2010.

## Sécurité nationale, défense et secteur militaire

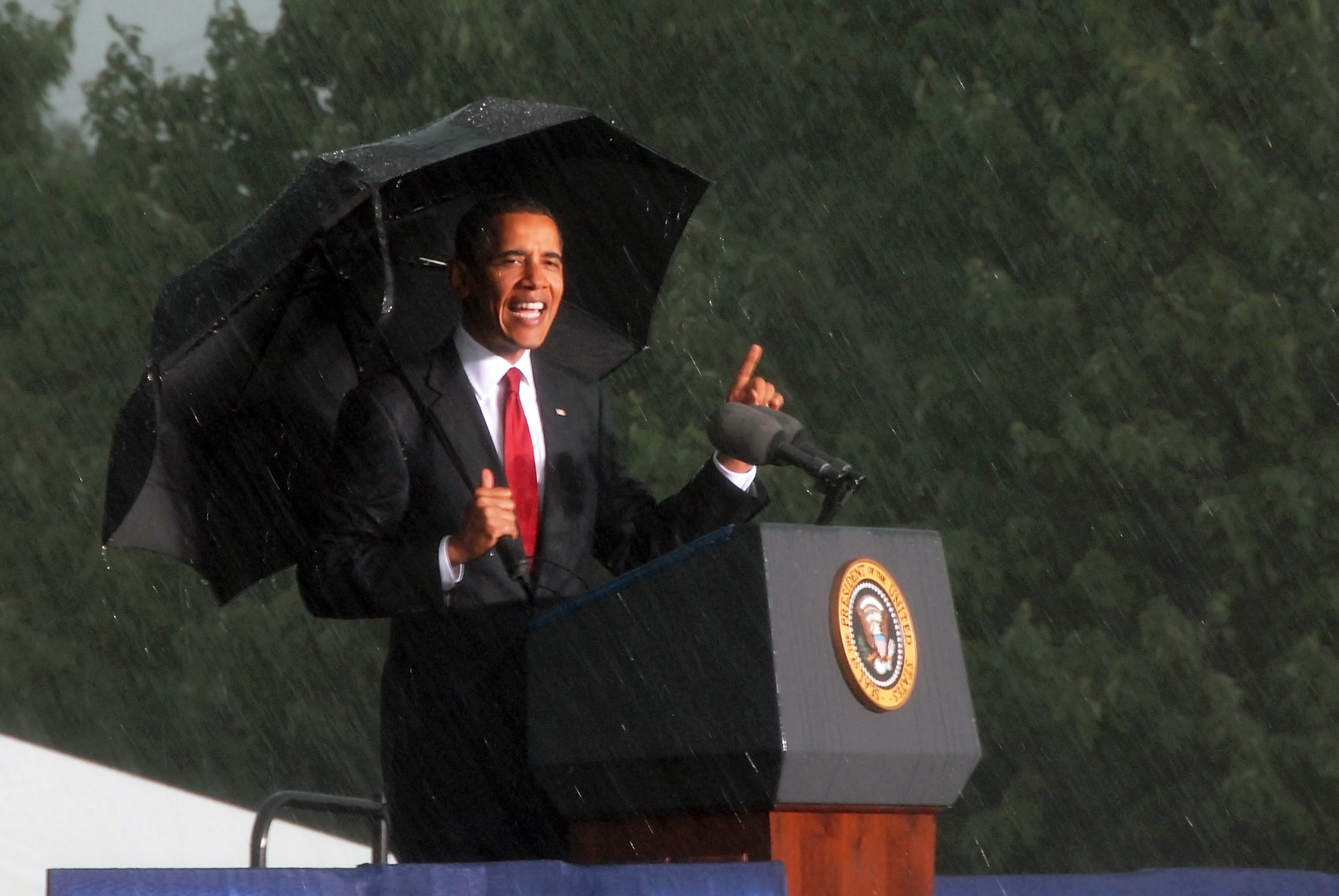
Discours pour le Memorial Day au Abraham Lincoln National Cemetary, en 2010.

L'une des premières mesures d'Obama a été d'annoncer la fermeture prochaine du camp de Guantanamo et des sites noirs de la CIA, l'arrêt des techniques d'interrogatoires utilisées pour torturer les détenus soupçonnés d'implication dans des projets terroristes, ainsi que l'arrêt de l'utilisation de l'expression inappropriée de « Guerre contre le terrorisme ». En revanche, il a maintenu le programme de surveillance électronique de la NSA.
La secrétaire à la Sécurité intérieure, Janet Napolitano, a annoncé en juin 2009 qu'elle allait mettre fin au programme National Applications Office, qui mettait à disposition de la police et d'autres agences les images prises par les satellites espions. Fin décembre 2009, Obama promulguait un ordre exécutif qui s'oppose à la classification indéfinie de documents : lors de son second mandat, il ordonne la déclassification des dossiers traitant de la collaboration entre les États-Unis et la dictature militaire en Argentine (1976-1983) en vue de fournir des données aux organisations défendant les droits de l'Homme.
En janvier 2010, Obama déclenche l'opération Réponse unifiée dans le but de fournir une aide humanitaire à Haïti après le tremblement de terre qui a devasté l'île.

### Réaménagement des programmes d'armement
Dans le contexte de la crise des subprimes, et d'une réévaluation de la politique du cabinet de George W. Bush, Robert Gates, maintenu par Obama à la tête du département de la Défense qu'il dirige déjà sous Bush, annonce le 6 avril 2009 trois objectifs principaux : réaffirmer l'engagement de la prise en compte des besoins militaires, des financements basés sur les capacités à mener les guerres « dans lesquelles nous sommes engagés », et « les scénarios que nous pouvons rencontrer dans les années à venir ».
Il annonce d'une part vouloir réduire la part des contrats privés du département de la Défense (contrats avec les sociétés militaires privées), et d'autre part annuler une partie des programmes d'armement engagés par les précédents gouvernements. Il déclare ainsi vouloir annuler la partie du Future Combat Systems concernant les véhicules (qui représentent 87 milliards de dollars, le programme total représentant 150 milliards) . Il a aussi annoncé l'annulation d'autres programmes (le programme de satellites TSAT développé par Boeing ; le projet de Lockheed Martin de créer l'hélicoptère présidentiel Marine One VH-71, l'estimation du coût du programme étant passé de 6 à 13 milliards, et ayant déjà six ans de retard ; le gel d'achat d'avions furtifs Lockheed Martin F-22 Raptor dont un total de 187 seraient construits finalement et d'avions cargos Boeing C-17).
Il souhaitait toutefois plus de financement pour les forces spéciales et pour les outils de reconnaissance, de surveillance et de renseignement (ISR), tels les drones et souhaite accélérer en 2010 l'acquisition d'avions de combat Lockheed Martin F-35 Lightning II qui serait toujours commandé en 2 443 exemplaires, et commander pour l'aviation navale 31 F/A-18. Le budget de la défense devrait augmenter de 4 % pour l'année fiscale 2010 avec un format à 533,7 milliards de dollars. Il annule plusieurs grands programmes mais débloque en revanche des financements pour d'autres ce qui a eu un effet favorables sur les cours de bourses des entreprises concernées.
Dana Milbank, du Washington Post, considérait l'annonce de Gates comme un défi clair envers le complexe militaro-industriel, immédiatement relevé par celui-ci .
Il convient de rappeler que le projet de budget du secrétaire de la Défense sort rarement tel quel du Congrès des États-Unis où chaque parlementaire introduit des amendements et le vote en fonction des intérêts de sa circonscription et de ses convictions. Les arbitrages sont du ressort du président mais le résultat est toujours lourd de calculs politiques. Toutefois, un an plus tard, la réduction des commandes avait provoquée d'importants licenciements chez Lockheed Martin,.

### La guerre d'Irak
Barack Obama avait été un opposant de la première heure à la guerre d'Irak contre Saddam Hussein, en 2003, et avait refusé de voter le surge, la « montée en puissance du déploiement américain » chargé de stopper la détérioration de la situation sur place. Durant la dernière année au pouvoir de George W. Bush, le surge avait néanmoins permis de réduire des deux tiers le nombre de victimes américaines en Irak par rapport à l'année précédente, ce qui avait permis le retour, sans être remplacé, de 20 000 militaires américains ou leur transfert vers l'Afghanistan.  Entérinant finalement la stratégie de son prédécesseur, Barack Obama annonce le 27 février 2009, le retrait progressif sur dix-neuf mois des troupes américaines d'Irak. Selon le calendrier annoncé, une majorité des 142 000 soldats engagés dans le corps expéditionnaire envoyé en Irak en mars 2003, pourraient avoir quitté le pays avant le 31 août 2010. Ce calendrier va cependant au-delà des seize mois de délai promis par le candidat Obama lors de sa campagne électorale et peut également être prolonger si, à la faveur du retrait, les violences venaient à reprendre. Par ailleurs, un contingent de 50 000 soldats resteraient sur place jusqu'à la fin de l'année 2011, conformément à l'accord signé avec les autorités irakiennes par son prédécesseur, George W. Bush, lequel avait fixé une date butoir au 31 décembre 2011. Le contingent qui restera sur place sera investi d'une « mission de formation de l'armée irakienne, de protection de la population et de ciblage d'éléments terroristes » ainsi que de défense des intérêts américains et non plus d'une mission de combat.

### Diplomatie

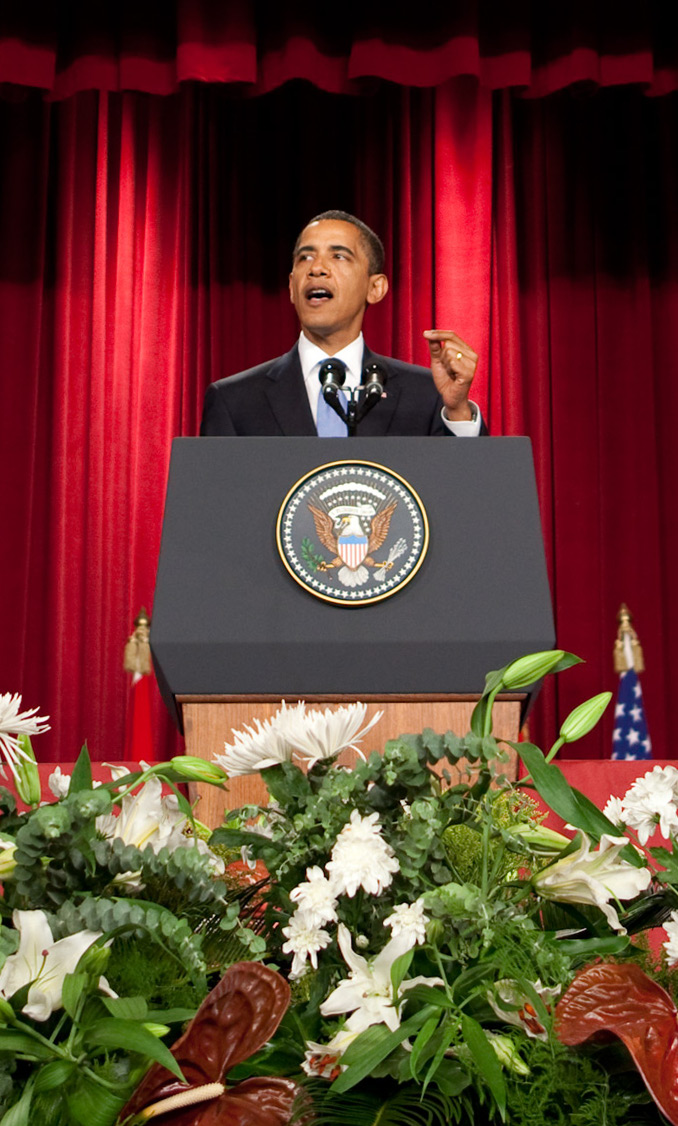
Le président Obama prononçant le discours du Caire le 4 juin 2009.

En mars 2009, il a adressé un message d'appel au dialogue à l'Iran le jour du Nouvel an iranien.
Le sous-secrétaire d'État Jeffrey D. Feltman et le membre du Conseil de sécurité nationale Daniel Shapiro ont rendu en mai 2009 leur seconde visite en Syrie depuis la prise de fonctions d'Obama, ce qui n'a pas empêché ce dernier de reconduire les sanctions prises à l'égard du régime d'el-Assad .
Les États-Unis ont reconnu une responsabilité partagée dans le trafic de drogue venu du Mexique. La Secrétaire à la Sécurité intérieure, Janet Napolitano, doit superviser les efforts destinés à mettre fin aux violences liées au narcotrafic le long de la frontière et à prévenir et réprimer l'entrée irrégulière des migrants.
Lors de son déplacement en Europe en avril 2009, il a réaffirmé le souhait américain d'une entrée de la Turquie dans l'Union européenne. Il a prononcé un discours à Prague plaidant pour un traité d'interdiction totale des essais nucléaires.
En avril 2009, il a annoncé un allègement des restrictions concernant les déplacements à Cuba, pré-amorçant le dégel cubain effectif durant son second mandat.

#### Obama et l'Union européenne
L'élection de Barack Obama à la présidence des États-Unis est plutôt bien accueillie en Europe, où il est fait mention d'une « Obamania » tant la popularité du nouveau président américain apparaît grande. Les médias européens, notamment français se montrent ainsi enthousiastes à son sujet. Le fait qu'un homme noir accède pour la première fois à la Maison Blanche est ainsi fortement salué, et des débats ont alors cours en Europe sur le postulat d'un retard européen en matière d'égalité des chances et de mobilité sociale des minorités,,. L'attente est également forte après un double mandat de George W. Bush très critiqué : les Européens espèrent une amélioration des relations transatlantiques.
Cependant, des incompréhensions apparaissent rapidement. La politique économique de Barack Obama est ainsi critiquée en Europe, notamment sur trois points : l'entretien de la volatilité du dollar (avec pour objectif la réduction mécanique conséquente des intérêts sur la dette publique américaine), qui pénalise l'euro, à relativiser toutefois par le fait qu'Obama n'a pas, tant s'en faut, la maîtrise complète de la politique monétaire des États-Unis ; la protection des marchés intérieurs ; et enfin la stratégie à adopter face à la crise économique. Un autre point d'achoppement porte sur l'éventualité de l'entrée de la Turquie dans l'Union européenne : en avril 2009, Obama appelle explicitement à cette adhésion à l'occasion d'un sommet à Prague, ce qui est perçu par plusieurs dirigeants européens, notamment Nicolas Sarkozy et Angela Merkel, comme une inacceptable ingérence américaine dans les affaires européennes.
Surtout, Barack Obama apparaît en rupture avec ses prédécesseurs quant à la relation politique transatlantique, à laquelle il semble accorder beaucoup moins d'importance qu'à la mise en place de contacts solides avec la Chine, l'Inde ou les États d'Amérique du Sud (autant de puissances émergentes),,, ce qui serait dû au déclin politique et économique de l'Europe, à mettre en perspective avec la montée en puissance de la Chine et surtout ses considérables créances vis-à-vis des États-Unis,. Cette analyse est illustrée, par exemple, par le déroulement du sommet de Copenhague relatif à l'environnement, où Obama a passé un accord avec ses homologues chinois (Hu Jintao), indien (Manmohan Singh), brésilien (Lula) et sud-africain (Jacob Zuma), sur le dos des dirigeants européens, mis devant le fait accompli, par le refus d'Obama d'assister au sommet UE-États-Unis de Barcelone en février 2010, ou encore par l'absence d'Obama aux commémorations des vingt ans de la chute du mur de Berlin, en novembre 2009. Au terme de son mandat, il présente l'Allemagne comme « le partenaire le plus proche tout au long de sa présidence ».

### Guerre en Afghanistan et au Pakistan
En soulignant, en mars 2009, qu'Al-Qaïda constituait désormais l'objectif principal de la mission des troupes américaines en Afghanistan, Obama annonce une nouvelle stratégie afghane, mobilisant davantage de moyens humains et financiers, mais au demeurant moins ambitieuse que celle son prédécesseur et de ses alliés de l'OTAN. Ces derniers avaient ainsi affirmé un an plus tôt, lors du sommet de l'OTAN à Bucarest en avril 2008, que « leur but était de contribuer à construire en Afghanistan un État viable, sûr, prospère et démocratique, respectueux des droits de l'homme et libéré de la menace du terrorisme ».
Obama avait déjà annoncé en février 2009 l'envoi de 17 000 soldats supplémentaires en Afghanistan pour s'ajouter aux 38 000 déjà présents sur place. En plus de ces renforts, il annonce que 4 000 instructeurs militaires seront dépêchés sur place pour former l'Armée nationale afghane (ANA), portant ainsi à environ 60 000 le nombre de soldats américains présents en Afghanistan auxquels s'ajoutent les 30 000 soldats de pays alliés, essentiellement de l'Otan. Aux effectifs militaires s'ajoutent des effectifs civils spécialisés dans les missions de service public. Ce renfort est accompagné d'une augmentation de 60 % des coûts financiers.
Lors du Sommet de l'OTAN qui s'est tenu à Lisbonne du 19 novembre au 20 novembre 2010, les États membres ont déclaré qu'elle entamerait le transfert de la sécurité aux forces afghanes à partir de 2011. L’objectif est de parvenir à un retrait de la plupart des soldats de la force internationale d’ici la fin 2014.
Les attaques aériennes américaines au Pakistan à l'aide de drones de combat ciblant les membres d'Al-Qaïda et de réseaux Talibans se multiplient sous son mandat, ce qui est fortement critiqué. Obama sera en outre obligé de publiquement reconnaître en 2016 que ces actions ont conduit à la mort de civils qui n'auraient pas dû être tués.
Il autorise par ailleurs une opération conduisant à la mort d'Oussama ben Laden le 2 mai 2011 dans la ville d'Abbottabad.

### Politique en matière de traitement des prisonniers

#### La fermeture annoncée du camp de Guantánamo
S'inscrivant en rupture avec le gouvernement Bush, Barack Obama ordonne dans un premier temps la suspension des procédures judiciaires initiées par les commissions militaires de Guantánamo et décrète la fermeture du camp de Guantánamo pour au plus tard janvier 2010. Dans un second temps, en mai 2009, il annonce la réouverture de ces tribunaux militaires d'exception tout en annonçant des droits renforcés pour la défense. Par ailleurs, au Congrès, son projet de financement de 80 millions de dollars pour fermer Guantánamo et transférer les prisonniers sur le sol américain se heurte à l'opposition d'une majorité des élus démocrates et républicains qui estiment que le président américain ne présente pas de plan clair concernant l'avenir des détenus une fois la prison fermée.
Obama se heurte également à des résistances de la part du juge militaire en chef à Guantanamo, qui refuse de suspendre le procès d'Abd al-Rahim al-Nashiri, accusé d'avoir organisé l'attentat d'octobre 2000 contre l'USS Cole. Cependant, Susan Crawford, la magistrate chargée de superviser les juridictions militaires de Guantanamo, a finalement décidé de suspendre les charges pesant contre lui, « sans préjudice » (c'est-à-dire qu'elles pourront être reprises), interrompant ainsi la procédure comme le demandait le président Obama.
La fermeture de Guantánamo se heurte toutefois à de nombreux obstacles, politiques, administratifs et juridiques. Le Parti républicain s'y oppose catégoriquement, ainsi que certains démocrates, dont le sénateur de Virginie Jim Webb,.

#### Autres centres de détention à l'extérieur des États-Unis
Obama enjoint aussi à la CIA de fermer ses centres de détention clandestins hors du territoire américain, où sont enfermés les « prisonniers fantômes », et annonce que les États-Unis respecteront désormais la convention de Genève dans leur lutte contre le terrorisme alors qu'un rapport officiel du Pentagone, mandaté par le gouvernement Obama, conclut qu « les conditions de détention à Guantanamo sont en conformité avec l'article 3 des conventions de Genève ».

#### Actions en justice
En revanche, il refuse, comme le gouvernement Bush, toute action en justice devant les tribunaux américains aux prisonniers détenus sur les bases américaines de Bagram en Afghanistan. En septembre 2009, l'arrestation et l'inculpation de Najibullah Zazi (en), un Afghan de 24 ans doté du statut de résident permanent, marque un changement de style dans la communication de la Maison-Blanche, qui est restée relativement discrète sur le sujet,,,.

### Le Benghazigate
Après l'assassinat de l'ambassadeur américain J. Christopher Stevens au cours d'une attaque terroriste au consulat américain de Benghazi le 11 septembre 2012, une commission d'enquête a été ouverte à la Chambre des représentants et une autre s'est mise en place au Sénat. L'administration du président Obama est critiquée pour son inaction : alors que les combats ont lieu pendant sept heures et que les autorités américaines les suivent en temps réel grâce aux appels téléphoniques, aucune aide ne leur est apportée. L'affaire pourrait être à l'origine d'une procédure d'empêchement à l'encontre du président américain. Plusieurs membres du parti républicain ont menacé de lancer une telle procédure en lien avec les événements de Benghazi,.
Après publication de l'enquête, le secrétaire-adjoint du département d'État, Éric Boswell, ainsi que deux autres responsables chargés de la sécurité diplomatique, ont démissionné de leur poste ; un fonctionnaire du bureau du Proche-Orient au ministère des Affaires étrangères a également été relevé de ses fonctions. Hillary Clinton a été mise hors de cause dans cette affaire, mais elle a assuré qu'elle en « assumerait la responsabilité ». La présidente de la Commission des Affaires étrangères à la Chambre des représentants, Ileana Ros-Lehtinen, a affirmé tenir « le gouvernement pour responsable de ses graves échecs », considérant que la démission de responsables du Département d'État ne clôt pas le dossier de l'affaire Benghazi.
Un rapport ultérieur publié en 2016 conclut que les ordres du président Obama et du secrétaire à la défense Panetta étaient clairement d'intervenir à Benghazi, mais que l'armée a échoué à le faire.

## Politique sociale

### Avortement
Favorable au droit à l'avortement et à la liberté des femmes en la matière, Barack Obama annonce lors du second jour de son mandat, l'ouverture d'une concertation nationale avec toutes les parties concernées pour réduire le nombre des grossesses non-désirées et répondre au mieux aux besoins des femmes et des familles à travers le monde. Le lendemain, il lève les restrictions aux subventions publiques en faveur des associations qui fournissent des services ou des conseils d'experts en matière d'avortement à l'étranger,.

### Bioéthique
Le 9 mars 2009, Barack Obama signe le décret autorisant le financement public de la recherche sur les cellules souches embryonnaires, levant l'interdiction du financement fédéral de ces recherches signées par George W. Bush le 9 août 2001. Durant huit ans, les recherches sur l'embryon n'avaient pu s'effectuer qu'avec l'aide de fonds privés. Les travaux sur les cellules souches extraites d'organismes adultes, qui ne posaient pas de problèmes éthiques, pouvaient recevoir cependant des fonds publics.
En signant le décret, Obama rappela que ces recherches devaient servir à lutter contre les maladies mais exclure tout abus éthique et ne pas conduire au clonage humain. Des règles éthiques et juridiques entourant ces recherches seront toutefois établies par l'Institut national de la santé (NIH). Toutefois, le 23 août 2010, un juge fédéral prononce la suspension du financement public octroyé par Barack Obama à la recherche sur les cellules souches embryonnaires, dans l'attente qu'une cour puisse statuer sur le fond de la plainte des associations chrétiennes.

### Droit du travail
Le 30 janvier 2009, Obama annonce la remise en cause des lois de son prédécesseur sur l'organisation du travail, critiquées par les syndicats comme trop favorables au patronat au détriment des salariés.

### Couverture santé

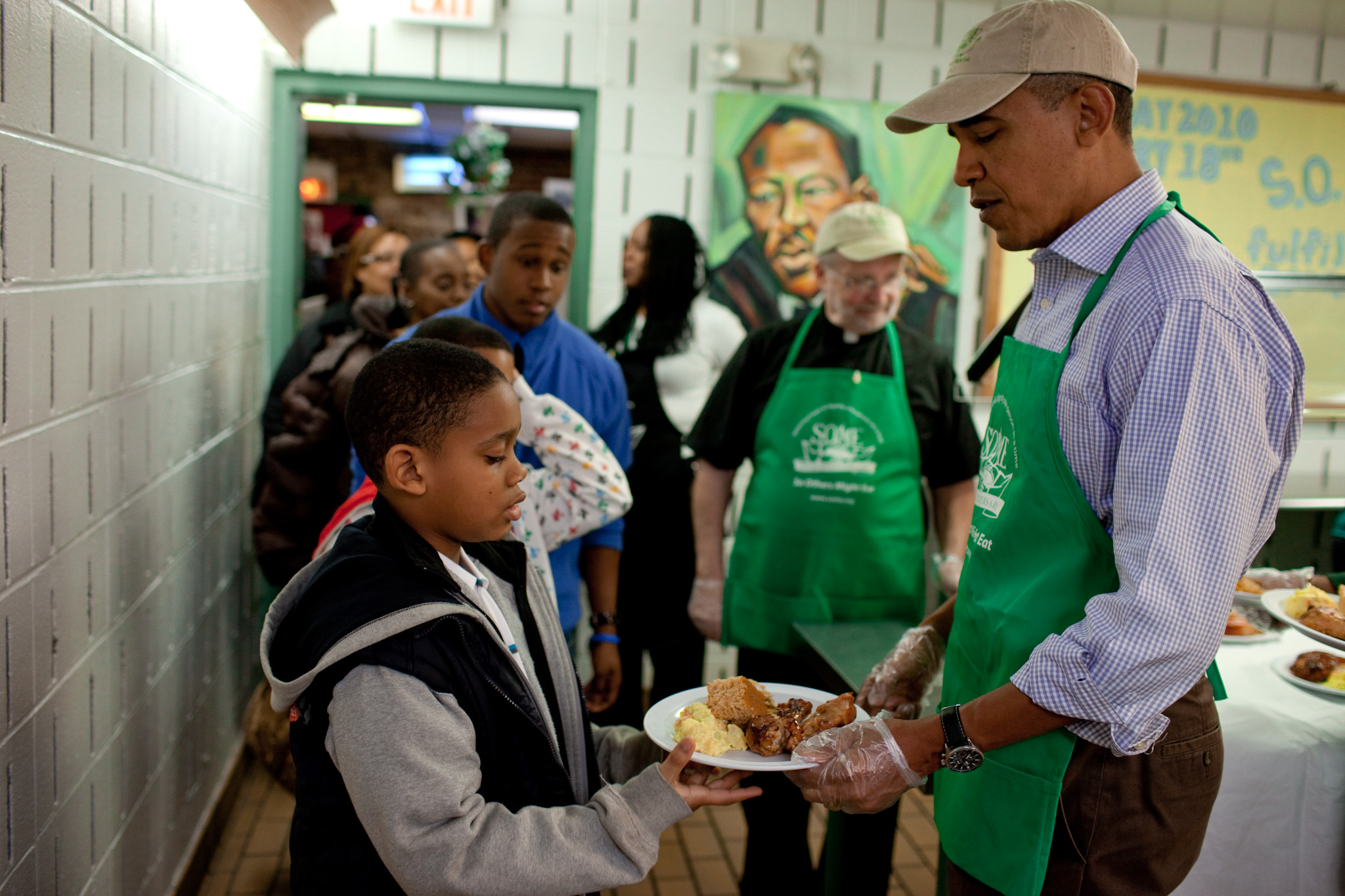
Obama aidant à servir à manger à des personnes sans abri.

Lors de sa campagne, Barack Obama avait promis une vaste réforme du système de santé publique (Medicaid pour les pauvres et Medicare pour les personnes âgées), indispensable pour équilibrer les finances publiques. Il avait promis également d'offrir une couverture médicale plus généreuse pour les classes moyennes. Une telle réforme était aussi réclamée par les deux partis du Congrès.
Dans le budget 2009-2010, un fonds de 634 milliards de dollars sur dix ans est créé pour financer la généralisation de la couverture santé.
L'augmentation du plus haut taux marginal d'imposition à 39,6 % sur le revenu des catégories sociales supérieur à 250 000 dollars annuels financerait cette réforme du système de santé, qui repose aussi sur des taxes supplémentaires pesant sur les entreprises et les revenus de l'investissement.
La réforme de la santé devint la plus cruciale des réformes du début de mandat de Barack Obama. Sa proposition de mettre en place un système d'assurance santé publique, en parallèle aux assurances privées existantes, afin de fournir un accès aux soins aux 47 millions d'Américains qui en sont dépourvus provoqua un débat houleux dans le pays durant l'été 2009, manifesté par une farouche opposition de la part des républicains et d'une partie des démocrates modérés.
Cette réforme fut accompagnée d'une baisse très sensible de la cote de popularité du président américain à un étiage inférieur à celle de son prédécesseur à la même période de mandat et de la montée d'un certain scepticisme envers sa politique en général,. Avant même que Barack Obama ne lance sa réforme du système de santé, certains think tanks et économistes conservateurs ont plus ou moins soutenu le projet d'Obama, notamment Stuart Butler du « think tank » néo-conservateur Heritage Foundation.
Le Patient Protection and Affordable Care Act, promulgué fin mars 2010, vise à fournir une couverture à 31 des 36 millions d'Américains qui en sont dépourvus et à faire baisser les coûts de la santé, tout en améliorant la qualité des soins. 94 % des Américains de moins de 65 ans seraient ainsi couverts. Le projet de loi réduirait le déficit américain de 132 milliards de dollars sur dix ans, notamment en réalisant des économies sur des dispositifs tels que l'assurance-maladie pour les personnes âgées (Medicare). Cependant, cette loi implique la création d'une bureaucratie coûteuse chargée, entre autres, de définir les prix des assurances, des soins et des médicaments, et d'informatiser les dossiers de santé à l'échelle fédérale. Des technocrates, nommés par le Président, seraient chargés de dire si une personne peut être soignée ou si elle coûte trop cher et doit être abandonnée, tout droit aux soins hors du système lui étant alors retiré, même en payant,,. C'est ce qui a été nommé death pannel dans les médias américains.
La Chambre des représentants a adopté le 7 novembre 2009 sa version de la réforme. Le 20 décembre 2009, le Sénat a voté en faveur de la fin des débats sur cette réforme, préfigurant l'adoption du texte d'ici à Noël. Les sénateurs ont approuvé par 60 voix contre 40 la fin des débats sur sa propre version du texte qui contient le « compromis » négocié dans la majorité démocrate. Ce vote a été acquis à l'issue d'un marchandage serré avec plusieurs élus démocrates. Le sénateur du Nebraska, Ben Nelson, représentant le camp anti-avortement, obtint des garanties pour qu'aucune subvention ne serve à prendre en charge l'interruption volontaire de grossesse. Il obtint également la somme de 100 millions de dollars pour financer l'aide médicale (Medicaid) dans son État, et un engagement du gouvernement à payer tout coût supplémentaire entraîné par la réforme dans le Nebraska. Une autre concession accordée dans le texte du Sénat fut l'attribution d'une conséquente dotation financière, pour la faculté de médecine de l'université du Connecticut et ce, à la demande du sénateur Chris Dodd, en difficulté pour sa campagne de réélection. La somme de 330 millions de dollars fut aussi accordée à la Louisiane et à sa sénatrice démocrate Mary Landrieu en mémoire de l'acquisition de la Louisiane à Napoléon en 1803. Une exemption de l'application de la réforme fut accordée pour l'État d'Hawaï tandis que des cliniques obtenaient des exemptions d'impôts pour la chirurgie plastique. Le coût de la réforme, qui n'entrera en vigueur qu'en 2014, est estimé à 871 milliards de dollars étalés sur dix ans.
Une fois ce texte adopté par le Sénat, il devait passer en commission de conciliation en janvier 2010 pour être harmonisé avec le texte voté par la Chambre des représentants puis être voté en termes identiques par les deux chambres du Congrès. L'élection du républicain Scott Brown au Massachusetts, à la suite du décès du sénateur Ted Kennedy, a mis cependant fin à la majorité qualifiée du Parti démocrate au Sénat, compliquant le processus d'adoption de la réforme.
Finalement, le 21 mars 2010, en dépit de sondages d'opinions défavorables (selon le sondage le plus récent publié dans le Wall Street Journal, 36 % des Américains estimaient la réforme positive, contre 48 % qui l'estimaient négative et 15 % sans opinion) et des réticences d'une partie des élus démocrates, le texte voté par le Sénat est adopté tel quel par la Chambre des représentants par 219 voix contre 212 au cours d'une procédure budgétaire complexe ne nécessitant qu'une majorité simple. Qualifié d'historique, le texte qui n'a reçu aucune voix de l'opposition (une première historique également pour ce genre de législation), permet de garantir une couverture santé à 32 millions d'Américains qui en sont actuellement dépourvus. Il reste néanmoins bien en deçà des promesses électorales de Barack Obama car elle n'inclut pas, notamment, de régime public universel ni même d'assurance publique et laissera 5 % des résidents américains (23 millions de personnes) sans aucune couverture maladie (contre 15 % avant la réforme). En vertu du texte ainsi adopté, la plupart des Américains auront l'obligation de s'assurer, sous peine de se voir infliger des pénalités. Des subventions attribuées sous plafonds de revenus seront accordées par le gouvernement fédéral pour aider les plus pauvres à payer leurs cotisations. Les entreprises de plus de 50 salariés (les PME et les commerçants) qui ne fourniront pas de couverture devront également payer des pénalités soit 2 000 dollars par an par salarié non-couvert. Par ailleurs, le texte interdit aux assureurs de refuser d'accorder une couverture à des personnes malades préalablement. Les parents pourront également protéger leurs enfants jusqu'à leurs 26 ans. Néanmoins, pour parvenir à ses fins, convaincre les derniers récalcitrants conservateurs et faire adopter cette loi, Barack Obama annonça son intention de prendre un décret garantissant que la réforme ne modifierait en rien les restrictions interdisant l'utilisation de fonds fédéraux pour des avortements, ce qu'il fait le 24 mars au lendemain de la promulgation de la loi. Les laboratoires pharmaceutiques n'auront pas non plus à négocier les prix de leurs médicaments avec une nouvelle agence fédérale et conservent pendant douze ans les brevets exclusifs des molécules qu'ils détiennent tandis que leur chiffre annuel devrait augmenter avec l'arrivée de plus de 20 millions de nouveaux clients. L'idée d'un contrôle des coûts a également été abandonnée. Plusieurs correctifs sont aussi adoptés par une loi budgétaire dite de conciliation. 
Selon le bureau du Budget du Congrès, cette réforme estimée à 940 milliards de dollars sur dix ans, devrait réduire le déficit américain de 138 milliards de dollars. Néanmoins, le 24 mars 2010, la mise en œuvre de la loi tout juste promulguée est suspendue après l'adoption au Sénat de deux amendements déposés par les républicains concernant des vices de procédure à propos de loi de conciliation, laquelle ne nécessite qu'une majorité simple pour être adoptée. Cette loi de conciliation qui annule les dispositions dérogatoires accordées au Nebraska par le Sénat pour obtenir la voix de Ben Nelson et qui prévoit également une extension des subventions fédérales, une aide accrue de l'État au programme Medicaid, un élargissement de l'assiette de l'impôt et une réforme du programme des prêts aux étudiants, doit alors être renvoyée de nouveau à la chambre des représentants où elle fait l'objet d'un nouveau vote le 25 mars 2010 avant d'être à nouveau promulguée,.

### Éducation
Partisan d'une réforme du système éducatif américain, en particulier de l'enseignement secondaire, Barack Obama annonce le 10 mars 2009 la mise en place d'un ensemble de mesures pour rendre les programmes d'enseignement moins coûteux et plus efficaces, combinant l'instauration d'un système de rémunération des enseignants au mérite et le renvoi des enseignants insuffisamment qualifiés, la mise en place de standards plus stricts d'évaluation des élèves et la hausse des investissements publics dans les maternelles et les charter schools. La réforme serait financée grâce au plan de relance de l'économie prévoyant un budget de 100 milliards de dollars de dépenses pour l'éducation.

### Environnement
En matière d'environnement, Barack Obama veut créer une nouvelle taxe sur les émissions de gaz à effet de serre. Payable par les entreprises à partir de 2012 sur la base de leur degré de pollution, cette taxe est susceptible d'être répercutée sur les prix de l'énergie payés par les consommateurs.
D'ici à 2019, cette taxe est censée générer au total 646 milliards de dollars de recettes fiscales. L'essentiel de ces recettes doit alimenter des crédits d'impôts aux classes moyennes. Le reste financerait la recherche de sources d'énergies alternatives et renouvelables.
Faute de majorité de 60 voix au Sénat, l'examen du projet de loi sur l'énergie, adopté par la Chambre des représentants en 2009, a été ajourné le 22 juillet 2010, ce qui rend son adoption peu probable. Ce recul, qui ne traduit pas en loi les engagements pris à Copenhague, fragilise la position de l'exécutif américain dans les négociations internationales à venir.

### Homosexualité
Le 18 décembre 2010, le Congrès abroge la loi Don't ask, don't tell (« Ne demandez pas, n'en parlez pas »), une législation en vigueur de 1993 à 2010 dans les forces armées des États-Unis vis-à-vis des homosexuels. Il s'agissait d'une promesse de campagne du candidat Obama.

### Règlement des litiges avec les tribus amérindiennes
Le gouvernement des États-Unis qui est parfois en litige depuis les années 1960 avec des nations amérindiennes concernant l'exploitation des ressources de leurs réserves a, entre 2010 et 2014, réglé à 80 tribus une somme de 2,61 milliards de dollars américains pour clore ceux-ci. Le gouvernement Obama ayant accéléré le processus à la suite de demandes des avocats de ces tribus en 2009.

## Bilan du premier mandat

### Un mode de gouvernance critiqué
Bien qu'il proclame son « respect profond des institutions » américaines et malgré le plan Open Government Initiative, Barack Obama a pris sur le mode des décrets présidentiels (executive orders) des décisions qu'il aurait dû soumettre au Congrès. Il a arrêté des nominations selon la procédure des recess appointments (utilisables en période de vacance du Congrès), alors que le Congrès n'était pas en vacance, ce qui a été jugé comme strictement anticonstitutionnel et comme une violation de la séparation des pouvoirs.
Par ailleurs, en raison de fraudes possibles ayant pu avoir lieu en 2008, des États comme l'Arizona ont voulu exiger que les électeurs présentent une pièce d'identité dans les bureaux de vote. Cette procédure, inhabituelle aux États-Unis mais tout à fait légale, a été empêchée par plusieurs plaintes déposées par Eric Holder, Attorney General du gouvernement,,.
L'on peut ajouter à ces procédés l'affaire Fast and Furious, opération qui s'est achevée sur un scandale d'État : des agents du ministère américain de la Justice (Bureau of Alcohol, Tobacco, Firearms and Explosives) ont, sur ordre écrit du ministre, vendu des armes à des trafiquants de drogue dans les États frontaliers du Mexique. Ces armes devaient être munies de capteurs pour suivre leur parcours ; mais elles n'en étaient pas munies et ont disparu, non sans avoir servi au meurtre d'un agent des patrouilles de frontières. L'enquête demandée par la Chambre des représentants républicaine en septembre 2011 est restée sans suite,,.

### Résultats politiques

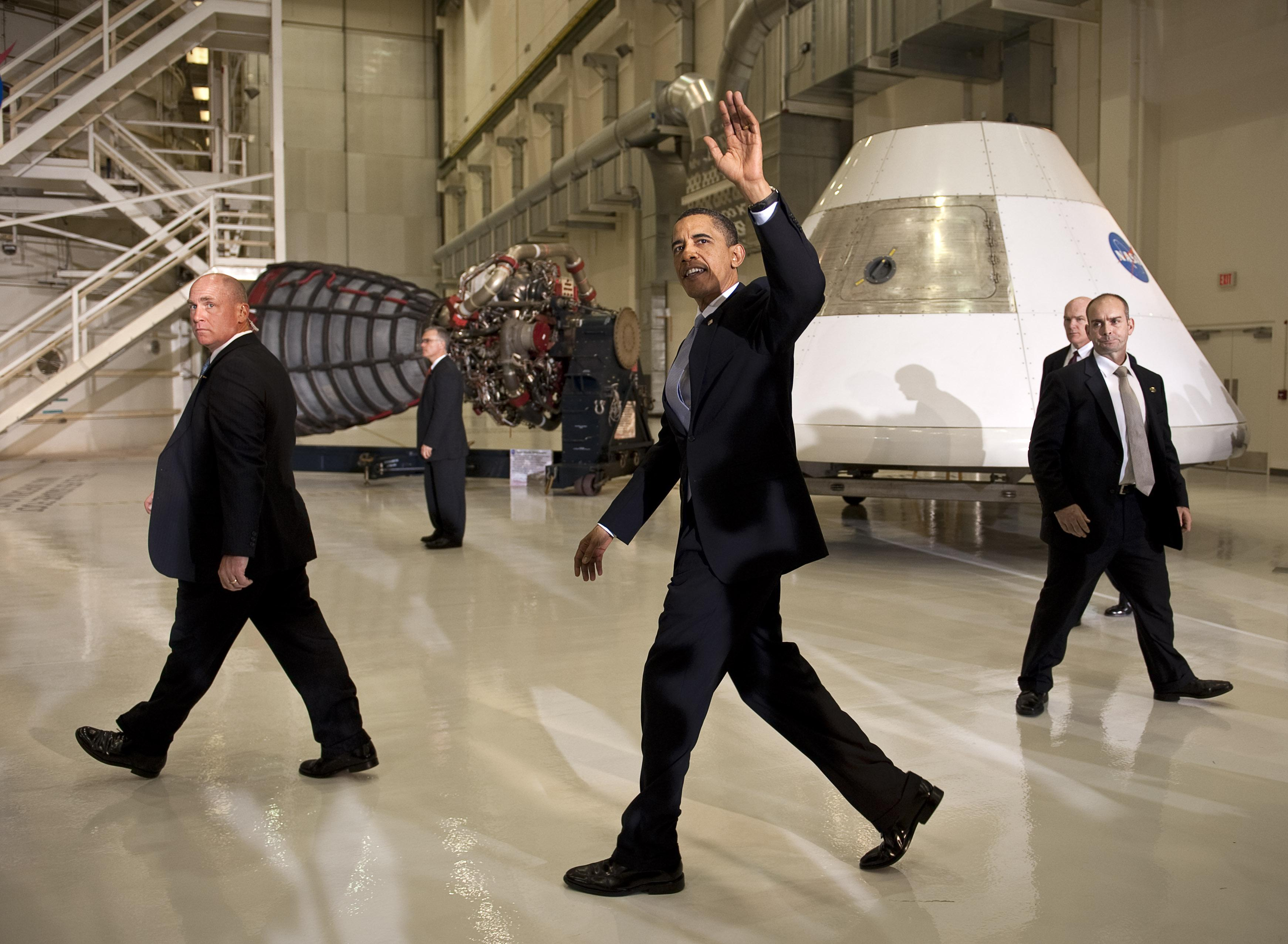
Obama au centre spatial Kennedy.

Pour l'universitaire Francis Fukuyama, déçu d'Obama, le président « n'a pas fait preuve d'un grand leadership, notamment à l'occasion des deux actions les plus importantes de son mandat : sa politique de relance et sa réforme du système de santé. Il a donné trop de latitude au Congrès et n'a pas assez porté personnellement ses deux réformes : il n'en fut pas le moteur. […] Fondamentalement, je ne le trouve pas très bon politique. Il est beaucoup moins charismatique à la Maison Blanche que lorsqu'il était candidat. Il a aussi commis des erreurs : il a attendu deux ans et demi pour rencontrer en tête-à-tête John Boehner, le chef de la minorité républicaine à la Chambre des représentants, devenu son président depuis les élections de novembre dernier. Ronald Reagan l'aurait fait! Bill Clinton aussi. À la différence de ses deux prédécesseurs, Obama est trop froid, trop intellectuel et trop réfléchi. Du fait de son éducation élitiste, à Columbia et à Harvard, et son enfance à Hawaï, à la marge du pays, il semble déconnecté de la société, des petites villes du Middle West par exemple. Il ne comprend pas les gens des Tea Party, ils lui sont étrangers ». Il lui reproche surtout d'avoir raté une chance historique : la réforme de l'industrie financière, quand, en 2009, les démocrates contrôlaient les deux Chambres du Congrès et les [que] les Américains auraient suivi Obama dans le sillage de son élection et de la crise financière.
Il est également mis sur le compte d'Obama l'échec de la création d'une loi sur le contrôle des armes à feu (qu'il n'arrivera pas non plus à mettre en œuvre durant son second mandat après avoir délégué la responsabilité de trouver une solution au problème au vice-président Biden) même si le président dénonce l'« obstructionnisme » systématique des élus républicains, décidés à mettre à mal outre cela la mise en place de sa réforme du système de santé par tous les moyens ainsi que la légalisation massives d'immigrés clandestins latino-américains. Ceux-ci dénoncent en retour le supposé autoritarisme et la distance du chef de l'État avec le Congrès.
Cependant, après que le président ait reçu le Prix Nobel de la Paix en 2009, sont mis en avant ses efforts en matière de diplomatie et de promotion de droits de l'Homme. Ses opposants ironisent alors sur le fait qu'il soit le seul récipiendaire de ce prix à disposer d'une « kill list ».
Au sujet des problèmes que connaissent les Afro-Américains, l'historien Pap Ndiaye note qu'« il n'a pas enrayé la progression des inégalités, et il a réagi avec beaucoup d’hésitation au problème lancinant des brutalités policières ».